# Alleluia (Shiva)
Alleluia è un singolo del rapper italiano Shiva, pubblicato il 25 novembre 2022 come quinto estratto dal quarto album in studio Milano Demons.

## Descrizione
Il brano ha visto la partecipazione di Sfera Ebbasta ed è stato scritto dai due rapper con musica di Drillionaire e Daves the Kid, che ne sono anche i produttori.

## Classifiche

### Classifiche settimanali
| Classifica (2022) | Posizione massima |
| ----------------- | ----------------- |
| Italia            | 1                 |

### Classifiche di fine anno
| Classifica (2023) | Posizione |
| ----------------- | --------- |
| Italia            | 82        |